# Gunung Gantunglangit
Gunung Gantunglangit är ett berg i Indonesien.   Det ligger i provinsen Aceh, i den västra delen av landet, 1 600 km nordväst om huvudstaden Jakarta. Toppen på Gunung Gantunglangit är 1 610 meter över havet, eller 208 meter över den omgivande terrängen. Bredden vid basen är 2,9 km.
Terrängen runt Gunung Gantunglangit är huvudsakligen kuperad.Runt Gunung Gantunglangit är det ganska tätbefolkat, med 239 invånare per kvadratkilometer. I omgivningarna runt Gunung Gantunglangit växer i huvudsak städsegrön lövskog.